# E-Ship 1
E-Ship 1 — морское грузовое судно типа RoLo, использующее турбопаруса в качестве вспомогательных движителей. Четыре вертикально установленных цилиндра приводятся в движение от основного гребного вала, их вращение помогает кораблю двигаться за счёт эффекта Магнуса — при обтекании вращающегося цилиндра потоком воздуха, образуется сила, воздействующая на цилиндр и направленная перпендикулярно направлению потока. Судно было построено в 2008 году в Германии на верфи компании «Enercon» — крупнейшего немецкого производителя ветрогенераторов.

## История постройки
Работа над грузовым судном, использующем энергию ветра, началась в «Enercon» в 2000 году. В 2007 году судно было заложено на верфи Lindenau Werft в Киле и спущено на воду 2 августа 2008 года. Планировалось сдать судно в эксплуатацию в начале 2009 года, но уже в сентябре верфь объявила себя банкротом. В январе 2009 года было объявлено, что E-Ship 1 будет отбуксирован в Эмден и достроен на верфи Cassens Werft.
Первые морские испытания были проведены 6 июля 2010 года во время перехода из Эмдена в Бремерхафен. Первый грузовой рейс состоялся в августе 2010 года — E-ship 1 перевёз девять турбин из Эмдена в Дублин.

## Технология
Согласно данным «Enercon», турбопаруса позволяют сэкономить 1,2—1,7 МВт мощности. Так, при мощности на валу 2769 кВт, не задействуя турбопаруса, судно двигалось со скоростью 14,3 узла, а с задействованными парусами при той же мощности на валу — со скоростью 16,7 узла. Для достижения такой скорости без парусов, теоретически понадобилось бы 4747 кВт. Из «сэкономленных» 1978 кВт необходимо вычесть 280 кВт, затрачиваемых на вращение турбопарусов, чтобы получить экономию в 1698 кВт.